# بیماری میلین‌زدا
بیماری میلین‌زدا (به انگلیسی: Demyelinating disease) به هر بیماری‌ای در دستگاه عصبی گفته می‌شود که در آن غلاف میلین یاخته‌های عصبی آسیب می‌بیند. این آسیب، رسانایی پیام‌ها را در اعصاب متأثر، مختل می‌کند. کاهش توانایی رسانش نیز خود موجب ضعف در احساس، حرکت، شناخت، یا دیگر کارکردهای وابسته به اعصاب تحت تأثیر بیماری می‌شود.
برخی بیماری‌های میلین‌زدا توسط عوامل ژنتیکی ایجاد می‌شوند، برخی دیگر توسط عوامل عفونی، برخی توسط واکنش‌های خودایمنی، و برخی هم توسط عوامل ناشناخته. اورگانوفسفات‌ها، که طبقه‌ای از مواد شیمیایی فعال در حشره‌کش‌های تجاری مثل علف‌کش‌ها، داروهای درمان کک برای حیوانات اهلی و غیره هستند، اعصاب را میلین‌زدایی می‌کنند. داروهای ضدروان‌پریشی نیز می‌توانند منجر به میلین‌زدایی شوند.